# کارولین گرونگر
کارولین گرونگر (انگلیسی: Carolin Größinger؛ زادهٔ ۱۰ مهٔ ۱۹۹۷) بازیکن فوتبال اهل اتریش است.
وی همچنین در تیم‌های ملی فوتبال Austria women's national under-17 football team و Austria women's national under-19 football team بازی کرده‌است.